# درمان (ترانه شکیرا)
«دارو» ترانه‌ای از هنرمند اهل کلمبیا شکیرا به همراهی بلیک شلتون است. این ترانه رتبه ۱۷ در ۲۰ آهنگ برتر رسمی لبنان در سال ۲۰۱۴ را بدست آورد.